# دریابد (فیلم)
دریابد (روسی: Адмиралъ) فیلمی در ژانر جنگی، رمانتیک، زندگینامه‌ای و درام است که در سال ۲۰۰۸ منتشر شد.

## خلاصه فیلم
ناخدا یکم «الکساندر کولچاک» قهرمان واقعی جنگ، همسر و پدری فداکار است. روزی او با «آنا» عشق زندگی و همسر بهترین دوستش برخورد می‌کند. انقلاب در قلب او هم‌زمان می‌شود با انقلاب در کشورش و …